# Матія Губець

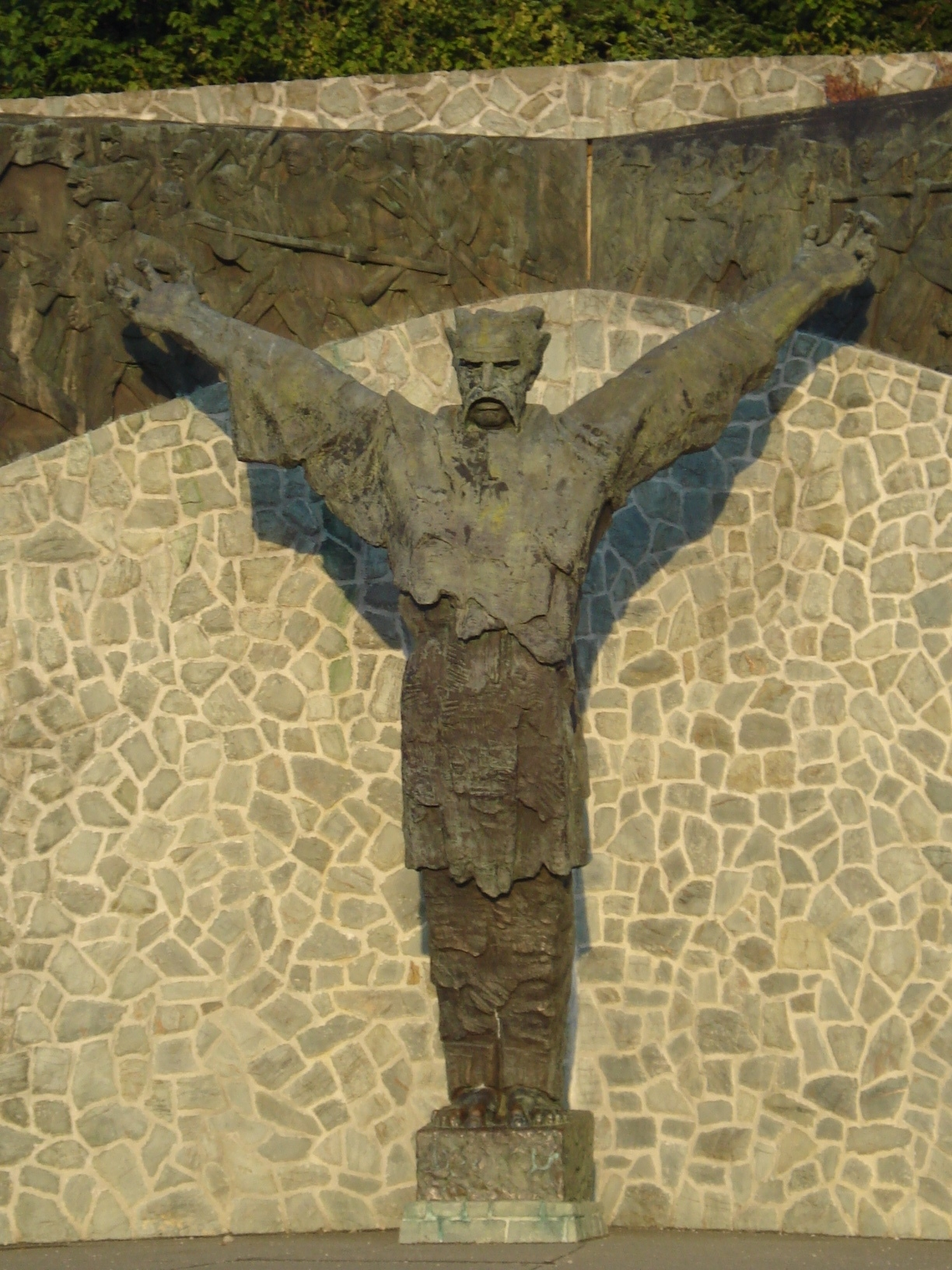
Пам'ятник М. Губецю в Горній Стубиці (Хорватія)

Матія Губець, також Губець-Бек, справжнє ім'я Амброз Губець (хорв. Matija Gubec, угор. Gubecz Máté, нар. 1538, Хижаковець у хорватському Загір'ї — пом. 15 лютого 1573, Загреб) — ватажок селянського повстання в Хорватії та Словенії, національний герой Хорватії.

## Біографія
Перші документальні відомості про Амброза Губеця відносяться до років 1556 і 1560 (записи в церковному реєстрі Стубиці). Ім'я Матія в застосуванні до нього вперше трапляється в джерелах вже через 30 років після придушення повстання і загибелі Губеця — імовірно, це викликано порівнянням селянського вождя з популярним в народі «добрим королем Матяшем» — угорсько-хорватським королем Матяшем Корвіном (Книжником) (правив у 1458—1490 рр.).
У 1572—1573 роках Матія Губець очолював селянське повстання (Seljačka buna) у хорватському Загір'ї, спрямоване проти насильств і утисків місцевих графів і феодальних володарів. Особливе обурення викликав новий закон, який різко обмежував свободу переходу селян від одного власника до іншого і вільний вихід з общини. Крім цього, особливо тяжке становище склалося у селян, що були у підпорядкуванні у Франьо Тахи, одного з феодалів району Суседград.

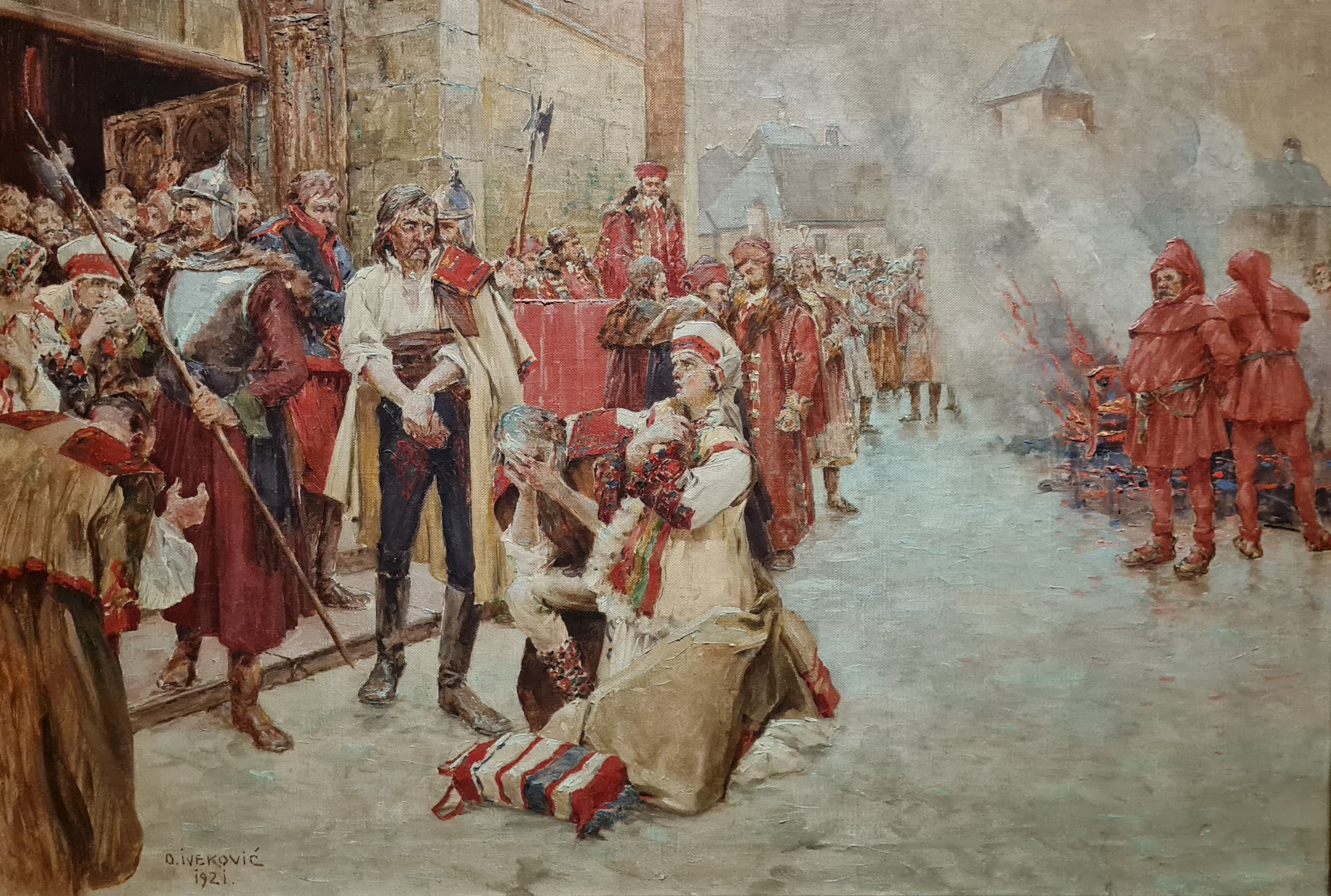
Отон Івекович. Страта Матії Губеця

Селянське військо було зібрано в лічені дні завдяки посланцям, відправленим М. Губецем по гірських селах хребта Медведниця (північніше Загреба) із закликом до боротьби. Відмітною ознакою повсталих було півняче перо на капелюсі. Загроза для Загреба була досить серйозною, і бан Хорватії Юрай Драшкович відправив проти селян війська. Зрештою, повстання не обмежилося лише територією Хорватії, але перекинулося в 1572 році також на землі прилеглих до неї Крайни (нині у Словенії) та австрійської Штирії. У тому ж році загребський парламент прийняв закон, згідно з яким Матія Губець і повсталі були визнані винними у державній зраді (Амброз Губець, прозваний Матія Губець-бег, називався ватажком бунтівників). У свою чергу Матія Губець звернувся до збудованої ним селянської армії з яскравою промовою, закликавши їх мужньо битися або загинути (da se ponesu kao muževi, slavno pobijediti ili propasti), після чого його військо, очолюване Ілією Грегоричем, виступило в похід проти королівської армії під проводом Гашпара Алапича та у Доній Стубиці розгромило її.
Далі становище повсталих, однак, погіршилося: у Кршко у Нижній Крайні їхні слабо озброєні загони зазнали важкої втрати в сутичці з іншим, створеним для боротьби з турками військом із найманців. Останній удар їм завдала нова армія бана Юрая Драшковича коло містечка Керестинець, вщент розгромивши селянське військо. У цій битві загинуло понад 6 тисяч селян, однак ще більшу кількість було взято в полон і потім закатовано. Серед полонених опинився і Матія Губець. 15 лютого 1573 він, у присутності тисяч громадян, був страчений на площі св. Марка (Markov Trg) в Загребі. Селянського вождя спочатку катували розпеченими щипцями, потім йому на голову була надіта розпечена корона, після чого він був четвертований.
Згідно з хорватським народним переказом, Матія Губець не був страчений, а врятувався і сховався разом зі своїм військом у горах. Дві гірські печери і підземелля надійно вкривають героя і його воїнів. Сам Губець і його солдати сидять із чашами вина за кам'яними столами, і повільно зростає сива борода Матії, обплітаючись навколо його столу. Коли вдев'яте борода обів'є кам'яний стіл, завалиться гірський схил і вийдуть на волю Матія і його воїни для нової смертельної битви.

## Згадки в літературі
Повстанню Матії Губеця присвячено один із найвідоміших творів хорватської літератури ХХ століття «Балади Петріци Керемпуха» (1936 р.) авторства Мирослава Крлежі.

## Галерея
1. 1 2 3 4  Чеська національна авторитетна база даних